# 乌尔苏拉·霍尔
乌尔苏拉·霍尔（德語：Ursula Holl，1982年6月26日—），德国女子足球运动员，场上位置是守门员。她曾入选2008年夏季奥林匹克运动会德国女子足球队名单，但并未上场参赛。